# Muhammad Fatchurohman
Muhammad Fatchurohman (sinh ngày 28 tháng 6 năm 1995), còn được biết với tên Muhammad Fatchu Rochman hay Fatchu Rochman, là một cầu thủ bóng đá người Indonesia hiện tại thi đấu cho Bhayangkara F.C. ở Liga 1 ở vị trí Hậu vệ 

## Sự nghiệp
Fatchurohman bắt đầu chơi bóng từ khi còn nhỏ. Anh có màn ra mắt trẻ tại SSB Naga Gempol ở Pasuruan. Năm 2010, anh gia nhập Persekap Pasuruan. Và anh thi đấu ở U-19 Indonesia dẫn dắt bởi Indra Sjafri.

### Persebaya Surabaya
Năm 2015, anh gia nhập Persebaya Surabaya cùng với Evan Dimas, Ilham Armaiyn, Putu Gede Juni Antara, Zulfiandi, Hargianto, và Sahrul Kurniawan với hợp đồng 4 năm.

## Danh hiệu

### Câu lạc bộ
Bhayangkara
- Liga 1: 2017

### Quốc tế
U-19 Indonesia
- Giải vô địch bóng đá U-19 Đông Nam Á: 2013